# Amphiura aster
Amphiura aster är en ormstjärneart som beskrevs av John Keith Marshall Lang Farquhar 1901. Amphiura aster ingår i släktet Amphiura och familjen trådormstjärnor. Inga underarter finns listade i Catalogue of Life.